# Stan "The Man" Turrentine
Stan "The Man" Turrentine è un album di Stanley Turrentine, pubblicato dalla Time Records nel 1960. 
Il disco fu registrato all'inizio del 1960 (gennaio o febbraio) a New York in due session distinte.

## Tracce
Lato A
1. Let's Groove – 5:27 (Stanley Turrentine)
2. Sheri – 4:42 (Stanley Turrentine)
3. Stolen Sweets – 5:13 (Wild Bill Davis)

Lato B
1. Mild Is the Mood – 4:55 (Stanley Turrentine)
2. Minor Mood – 5:04 (Clifford Brown)
3. Time After Time – 3:10 (Sammy Cahn, Jule Styne)
4. My Girl Is Just Enough Woman for Me – 4:36 (Stanley Turrentine)

## Musicisti
- Stanley Turrentine - sassofono tenore
- Tommy Flanagan - pianoforte (brani A1, A3, B2 & B3)
- Sonny Clark - pianoforte (brani A2, B1 & B4)
- George Duvivier - contrabbasso
- Max Roach - batteria